# Raión de Búchach
Raión de Búchach (en ucraniano: Бучацький район) es un antiguo raión o distrito de Ucrania en el óblast de Ternopil. En la reforma territorial de 2020, su territorio fue incluido en el raión de Chortkiv.
La capital era la ciudad de Búchach.

## Demografía
| Gráfica de evolución de Raión de Búchach entre 1970 y 2018 |
|                                                            |